# Canadian Journal of Earth Sciences
Canadian Journal of Earth Sciences — ежемесячный рецензируемый научный журнал, основанный в 1963 году, в котором публикуются текущие исследования по всем аспектам наук о Земле. Публикуется NRC Research Press. Журнал также публикует специальные выпуски, посвященные информации и исследованиям, ограниченным по охвату определенным сегментом наук о Земле. Главный редактор - Али Полат (Университет Виндзора). Согласно Journal Citation Reports, в 2012 году журнал имеет импакт-фактор 1,366.

## Внешние ссылки
- nrcresearchpress.com/journal/cjes — официальный сайт Canadian Journal of Earth Sciences